# Hoàng Hồi
Hoàng Hồi (chữ Hán: 黃回, 427 – 478 hoặc 428 – 479) là tướng lĩnh nhà Lưu Tống trong lịch sử Trung Quốc.

## Thời Văn đế
Hoàng Hồi sinh ra trong 1 quân hộ ở quận Cánh Lăng, trưởng thành bị sung làm tạp dịch trong quận phủ, sớm làm đến Truyền hiệu.
Tang Chất làm quan quận, lấy ông làm soái. Tang Chất chuyển đi, mang Hoàng Hồi theo. Khi Tang Chất làm quan ở Ung Châu, Hồi lại được làm soái.
Chất tham gia thảo phạt Nguyên Hung, Hồi có công tùy tùng, được miễn quân hộ.

## Thời Hiếu Vũ đế
Tang Chất làm quan ở Giang Châu, cất nhắc Hoàng Hồi làm Bạch trực đội chủ. Tang Chất cùng Lưu Nghĩa Tuyên khởi binh, thua chạy ở Lương Sơn. Hồi về Dự Chương, bị quân chủ Tạ Thừa Tổ bắt được, giam ở Giang Châu, gặp xá miễn nên được tha.
Hoàng Hồi về đô, ở cửa Tuyên Dương đánh nhau, nói dối là Mã khách (tên coi ngựa) của Giang Hạ vương Nghĩa Cung, bị đánh 200 roi, giải vào đại lao. Gặp Trung thư xá nhân Đái Minh Bảo cũng bị giam, sai Hồi làm Hộ bá (tên hầu). Hồi gặp việc thì cẩn nhận nhanh nhảu, hết lòng hết sức phụng sự Minh Bảo.
Minh Bảo được xá tội, lại được ủy nhiệm, xin tha cho Hồi, cho lĩnh đội thân vệ, coi sóc nhà cửa và quan thự Giang Tây. Hồi có tay nghề khéo léo, việc gì cũng xong, Minh Bảo rất sủng ái tín nhiệm. Ông tuy nhỏ bé nhưng nhanh nhẹn, quả cảm và mạnh mẽ, cùng con em Giang Tây kết giao, cướp bóc khắp nơi.

## Thời Minh đế
Gặp lúc Minh đế mới lên ngôi, 4 phương còn loạn lạc, Minh Bảo xin Minh đế sai Hồi mộ người Giang Tây, được 8000 tay bắn nhanh, tạm lấy Hồi làm Ninh sóc tướng quân, Quân chủ, đi theo Lưu Miễn đánh Lưu Tử Huân.
Hồi ở Tử Hổ phá được quân Đỗ Thúc Bảo, ban chức Sơn Âm vương Hưu Hữu Phiếu kị hành tham quân, Long tương tướng quân. Đánh Hợp Phì, phá được, làm đến tướng hiệu, nhờ công được phong Cát Dương huyện nam, thực ấp 200 hộ.

## Thời Hậu Phế đế
Đầu những năm Nguyên Huy (473 – 477), Quế Dương vương Hưu Phạm khởi binh chống lại tể tướng Tiêu Đạo Thành, Hồi làm Truân kỵ hiệu úy đi theo Đạo Thành, ở Tân Đình nảy ra kế trá hàng, cùng Trương Kính Nhi chém được Hưu Phạm. Xong việc, chuyển làm Kiêu kị tướng quân, gia Phụ sư tướng quân, tiến tước làm hầu, cải phong huyện Văn Hỉ, tăng ấp 1000 hộ.
Năm thứ 4 (476), ông làm Quan quân tướng quân, Nam Lang Tà, Tể Dương 2 quận thái thú.
Kiến Bình vương Cảnh Tố phản, Hồi lại soái quân đi trước đánh dẹp, được làm Giả tiết. Ngày hạ được thành, lại đem Cảnh Tố nhường cho Trương Nghê Nô. Được tăng ấp 500 hộ, tiến hiệu Chinh lỗ tướng quân, gia Tán kị thường thị, thái thú như cũ. Năm sau, được thăng làm Hữu vệ tướng quân, thường thị như cũ.
Thẩm Du Chi dấy binh, Tiêu Đạo Thành lấy Hoàng Hồi làm Đốc chư quân sự của Dĩnh Châu và Nghĩa Dương thuộc Ti Châu, Bình tây tướng quân, Dĩnh Châu thứ sử, cấp 1 bộ cổ xuy, soái quân ra Tân Đình làm tiền phong.
Chưa lên đường, Viên Sán chiếm Thạch Đầu làm phản, Hoàng Hồi cùng các tướng soái ở Tân Đình là bọn Nhiệm Hậu Bá, Bành Văn Chi, Vương Nghi Hưng, Tôn Đàm Quán mưu hưởng ứng. Sán khởi sự, bọn Hậu Bá cưỡi thuyền đến Thạch Đầu, chỉ có Đàm Quán đi trước vào được, bọn Hậu Bá đến thì Sán đã bị dẹp.
Hồi muốn soái bộ hạ theo ngự đạo đánh thẳng vào cửa cung, tấn công Tiêu Đạo Thành ở triều đường, việc không thi hành, Đạo Thành đối đãi với họ như trước. Hồi với Nghi Hưng làm việc không hợp, sợ ông ta tố giác ngược lại mình, nhân dịp Nghi Hưng trái ý mà chém đi.
Hồi tiến quân chưa đến Dĩnh Châu thì Thẩm Du Chi đã thua chạy. Hồi đến trấn, tiến hiệu Trấn tây tướng quân, đổi Đốc làm Đô đốc. Hồi không thích ở lại Dĩnh Châu, cố xin Nam Duyện, bèn soái bộ hạ trở về. Đổi phong An Lục quận công, tăng ấp 2000 hộ, cả thảy 3700 hộ. Đổi làm Đô đốc Nam Duyện, Từ, Duyện, Thanh, Ký 5 châu chư quân sự, Trấn bắc tướng quân, Nam Duyện Châu thứ sử, gia Tán kị thường thị, trì tiết như cũ.
Tiêu Đạo Thành vẫn xem Hồi là cái gốc họa loạn, sai Hoàn Khang giết ông đi, khi ấy được 52 tuổi. Con Hồi là Tăng Niệm, làm Thượng thư tả dân lang, Cánh Lăng tướng, chưa trưởng thành, cũng bị giết.

## Dật sự
Hồi đã giàu sang, đối với Minh Bảo vẫn rất kinh cẩn, nói chuyện đều tự xưng tên. Mỗi lần đến nhà Minh Bảo, khép nép tiến vào, không dám ngồi xuống. Dù ở nơi làm việc hay nhà riêng đều cung kính như vậy. Xem xét ông ta có thiếu thốn gì thì dâng tặng, cho như vậy là thường!